# Iván Vasíliev (bailarín)

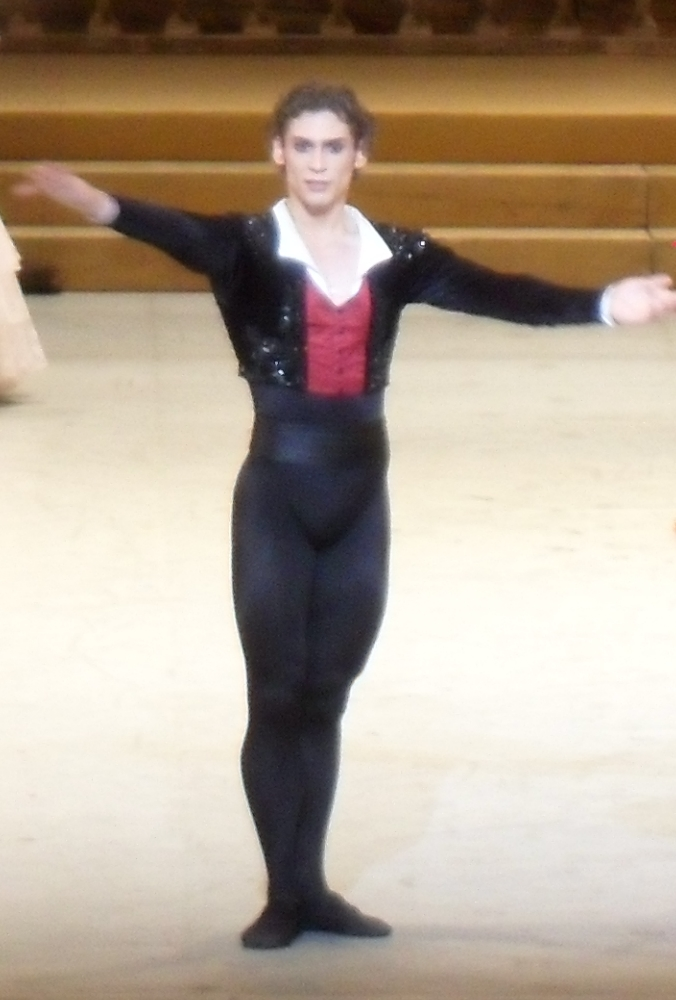
Iván Vasíliev en el papel de Basilio del ballet Don Quijote.

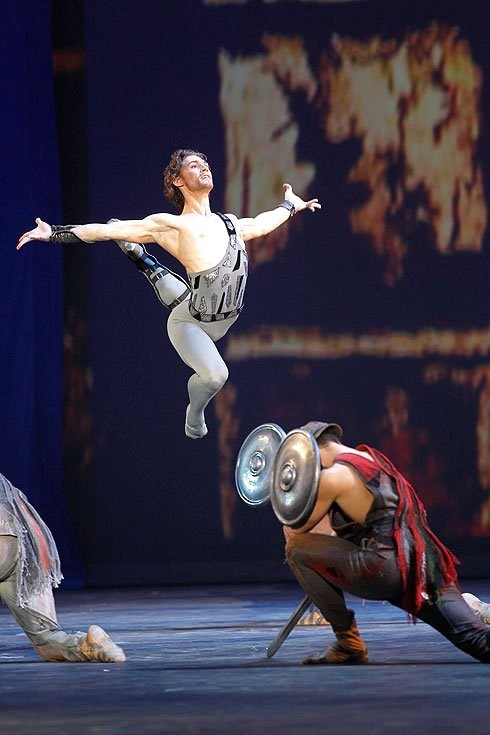
Espartaco, 2011

Iván Vladímirovich Vasílev (nombre completo en ruso: Иван Владимирович Васильев, transliterado: Ivan Vladimirovič Vasil'ev, Vladivostok, 9 de enero de 1989) bailarín ruso.
Se crio en Ucrania y estudió en Minsk antes de establecerse en Moscú.
Desde 2009, primer bailarín solista del Teatro Bolshói, desde 2012 en el American Ballet Theatre y actualmente baila en el Teatro Mijáilovski.
Famoso intérprete de Espartaco, al igual que su predecesor Vladímir Vasíliev con el que no está emparentado.

## Premios
- 2004: Varna (Bronzemedaille)
- 2005: Moscú (Goldmedaille)
- 2006: Arabesque-96  Perm (Goldmedaille)
- 2006: Varna (Grand Prix)
- 2006: Triumph Youth Prize
- 2008: British Critics’ Circle National Dance Awards
- 2009: Premio Benois de la Danse
- 2010: International Dance Open Festival (Mr. Virtuosity)
- 2011: International Dance Open Festival (Grand Prix)

## Repertorio
- Don Quixote - Marius Petipa, Alekséi Fadéyechev, Mijaíl Messerer y Rudolf Nuréyev
- La llama de París
- El corsario - Marius Petipa
- La bayadera - Marius Petipa
- Espartaco - Yuri Grigoróvich
- Iván El Terrible - Yuri Grigoróvich
- The Prodigal Son - George Balanchine
- La bella durmiente
- Giselle - Marius Petipa - Yuri Grigoróvich, Vladímir Vasíliev
- El cascanueces - Yuri Grigoróvich
- Las ilusiones perdidas (Lost Illusions) - Alexei Ratmansky
- La fille mal gardée - Sir Frederick Ashton
- Romeo y Julieta -  Sir Kenneth MacMillan, Sir Frederick Ashton y Nacho Duato
- El lípido arroyo (The Bright Stream) - Alexei Ratmansky
- Coppelia - Marius Petipa
- El lago de los cisnes - Marius Petipa,  versiones de Derek Lane, Mijaíl Messerer, Kevin MacKenzie
- La Sylphide - James Bournounville
- Laurencia - Vajtang Chabukiani
- Notre-Dame - Roland Petit
- Cippollino - Guénrij Mayórov
- A Christmas Carol - Iván Vasíliev
- Solo for Two  – Segerstrom Center for the Arts, California (2014)
- El Espectro de la rosa –  Teatro alla Scala (2014)
- Jewels  –  Teatro alla Scala (2014)
- Tristesse – Teatro Mijáilovski (2014)
- Kamárinskaya – Wiener Staatsoper (2015)
- Mozart y Salieri  –  London Coliseum (2015)
- Love is all around – Teatro Bolshói (2016)
- Amadeus – Iván Vasíliev Gala (2017) coreografía propia